# Lukáš Červ
Lukáš Červ, né le 10 avril 2001 à Prague en Tchéquie, est un footballeur international tchèque qui évolue au poste de milieu central au Viktoria Plzeň.

## Biographie

### En club
Né à Prague en Tchéquie, Lukáš Červ est notamment formé par le Slavia Prague. C'est avec ce club qu'il débute en professionnel, jouant son premier match le 5 juillet 2020 face au Slovan Liberec, lors d'une rencontre de championnat. Il entre en jeu à la place de Petar Musa lors de ce match remporté par les siens sur le score de trois buts à un.
Lors de l'été 2020 Červ est prêté au Vysočina Jihlava pour une saison. Il évolue alors en deuxième division tchèque.
Le 22 juin 2021, Lukáš Červ est de nouveau prêté pour une saison, cette fois au FK Pardubice. Il retrouve alors la première division, jouant son premier match pour Pardubice dans cette compétition le 8 août 2021, étant titularisé contre le FK Mladá Boleslav (1-1 score final).
N'ayant jamais vraiment eu sa chance au Slavia Prague, Lukáš Červ rejoint définitivement le Slovan Liberec le 1er juillet 2022. Il y retrouve notamment Luboš Kozel, alors entraîneur du Slovan Liberec, et qu'il a connu lorsque ce dernier entraînait les jeunes du Slavia.
Červ inscrit son premier but pour le Slovan Liberec le 11 septembre 2022, lors d'une rencontre de championnat face au Bohemians 1905. Titularisé, il ouvre le score et contribue à la victoire de son équipe (0-2 score final).
Le 5 janvier 2024, Lukáš Červ rejoint le Viktoria Plzeň, en même temps que son coéquipier Matěj Valenta. Il signe un contrat courant jusqu'en juin 2027.
Červ se fait remarquer le 23 janvier 2025 en marquant un but lors d'une rencontre de Ligue Europa 2024-2025 face au RSC Anderlecht. Titulaire, il ouvre le score au bout de trois minutes de jeu, et contribue à la victoire de son équipe (2-0 score final),.

### En sélection
Lukáš Červ joue son premier match avec l'équipe de Tchéquie espoirs contre l'Albanie, le 6 septembre 2021. Il entre en jeu à la place de Filip Kaloč lors de cette rencontre qui se solde par la victoire des siens (4-0).
Il est retenu dans la liste des 26 joueurs tchèques du sélectionneur Ivan Hašek pour participer à l'Euro 2024.